# Beziehungen zwischen Deutschland und der Republik Kongo

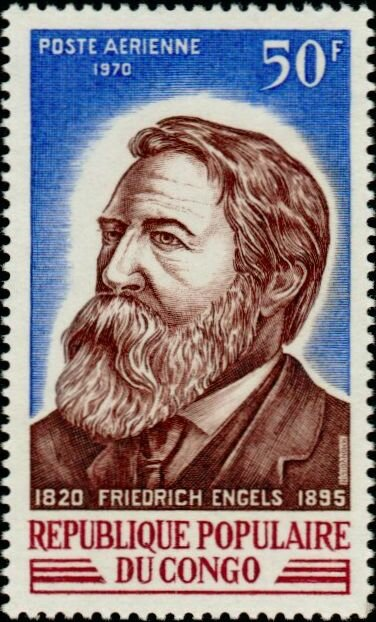
Briefmarke der Volksrepublik Kongo mit dem Abbild von Friedrich Engels von 1970

Die Beziehungen zwischen Deutschland und der Republik Kongo sind das zwischenstaatliche Verhältnis zwischen Deutschland und der Republik Kongo. Einige Gebiete in der heutigen Republik Kongo gehörten für kurze Zeit zu der deutschen Kolonie Neukamerun. Diplomatische Beziehungen zwischen der unabhängigen Republik Kongo und der Bundesrepublik Deutschland bestehen seit 1960. Vom Auswärtigen Amt wurden die Beziehungen als "wenig intensiv" beschrieben.

## Geschichte
Die Gebiete, die zur modernen Republik Kongo gehören, wurden im deutschsprachigen Raum schon gegen Ende des 16. Jahrhunderts durch die Übersetzung der Werke von Duarte Lopes ins Deutsche bekannt. 1711 veröffentlichte Caspar Gottschling die Staaten von Guinea und Kongo, ohne jedoch jemals dort gewesen zu sein. Im späten 19. Jahrhunderts bereisen verschiedene Deutsche das Kongobecken, dazu gehörten Adolf Bastian, Robert Visser, August Schynse, August Boshart und Hermann von Wissmann.
Mit der Berliner Kongokonferenz von 1884 teilten die europäischen Mächte Afrika auf und vereinbarten den freien Schiffsverkehr auf dem Kongo. Das Gebiet der Demokratischen Republik Kongo wurde zum Privatbesitz des belgischen Königs Leopold II., während das Gebiet der heutigen Republik Kongo an Frankreich fiel. Im Rahmen des Marokko-Kongo-Vertrags zwischen Frankreich und dem Deutschen Kaiserreich traten die Franzosen Neukamerun an die Deutschen ab, wozu große Flächen im Norden der Republik Kongo gehörten. Dies hat jedoch kaum praktische Auswirkungen, da alle diese Gebiete während des Ersten Weltkriegs einige Jahre später für Deutschland verloren gingen und wieder an Frankreich fielen.
1960 wurde die Republik Kongo von Frankreich unabhängig und etablierte diplomatische Beziehungen mit der Bundesrepublik Deutschland. 1969 entstand die marxistische Volksrepublik Kongo als Nachfolger der ersten Republik Kongo, welche im Januar 1970 als dritter afrikanischer Staat Beziehungen zur DDR etablierte. Aufgrund der gemeinsamen sozialistischen Ausrichtung unterhielten beide Staaten freundschaftliche Beziehungen. So wurde 1975 eine Städtepartnerschaft zwischen Brazzaville und Dresden geschlossen und die kongolesischen Streitkräfte wurden in den 1970er Jahren von DDR-Militärberatern ausgebildet. 1983 wurde eine Delegation der SED in Brazzaville empfangen. Die Volksrepublik Kongo wurde 1991 wieder zur Republik Kongo, ein Jahr nach der deutschen Wiedervereinigung.
Aufgrund des Bürgerkriegs in der Republik Kongo musste die deutsche Botschaft im Land 1997 geschlossen werden. Sie wurde schließlich 2013 mit einem Bediensteten wiedereröffnet und ab 2018 personell aufgestockt.

## Wirtschaftsbeziehungen
2024 lagen die deutschen Warenexporte in die Republik Kongo bei 78 Millionen Euro und die Importe aus dem Land bei 80 Millionen Euro. In der Rangliste der deutschen Handelspartner nahm die Republik Kongo damit Rang 134 ein. Im bilateralen Handel exportiert Deutschland vorwiegend industrielle und chemische Erzeugnisse und importiert im Gegenzug Holz und Rohöl. Einige wenige deutsche Unternehmen sind in der Republik Kongo aktiv, darunter in den Bereichen Versicherung, Holzwirtschaft und Infrastruktur. Da die Republik Kongo aufgrund ihrer Öleinnahmen über ein vergleichsweise hohes Pro-Kopf-Einkommen verfügt, leistet Deutschland keine Entwicklungshilfe. Die deutsche Kreditanstalt für Wiederaufbau hat sich allerdings an der finanziellen Unterstützung des Nationalparkt Nouabalé-Ndoki beteiligt. 2023 wurde ein Projektbüro der GIZ eröffnet.

## Kulturbeziehungen
Die kulturelle Zusammenarbeit beider Staaten ist noch recht unterentwickelt. An einigen Schulen ist Deutsch ein Wahlfach und an der Université Marien Ngouabi wird Deutsch als Nebenfach unterrichtet. Die Deutsche Botschaft im Land bemüht sich zudem um die Förderung der deutschen Sprache und bietet Sprachkurse an.
Ein wichtiger Aspekt der bilateralen Beziehungen ist der Naturschutz und die Zusammenarbeit im Bereich Wald und Biodiversität.

## Diplomatische Standorte
- Deutschland unterhält eine Botschaft in Brazzaville
- Die Republik Kongo unterhält eine Botschaft in Berlin

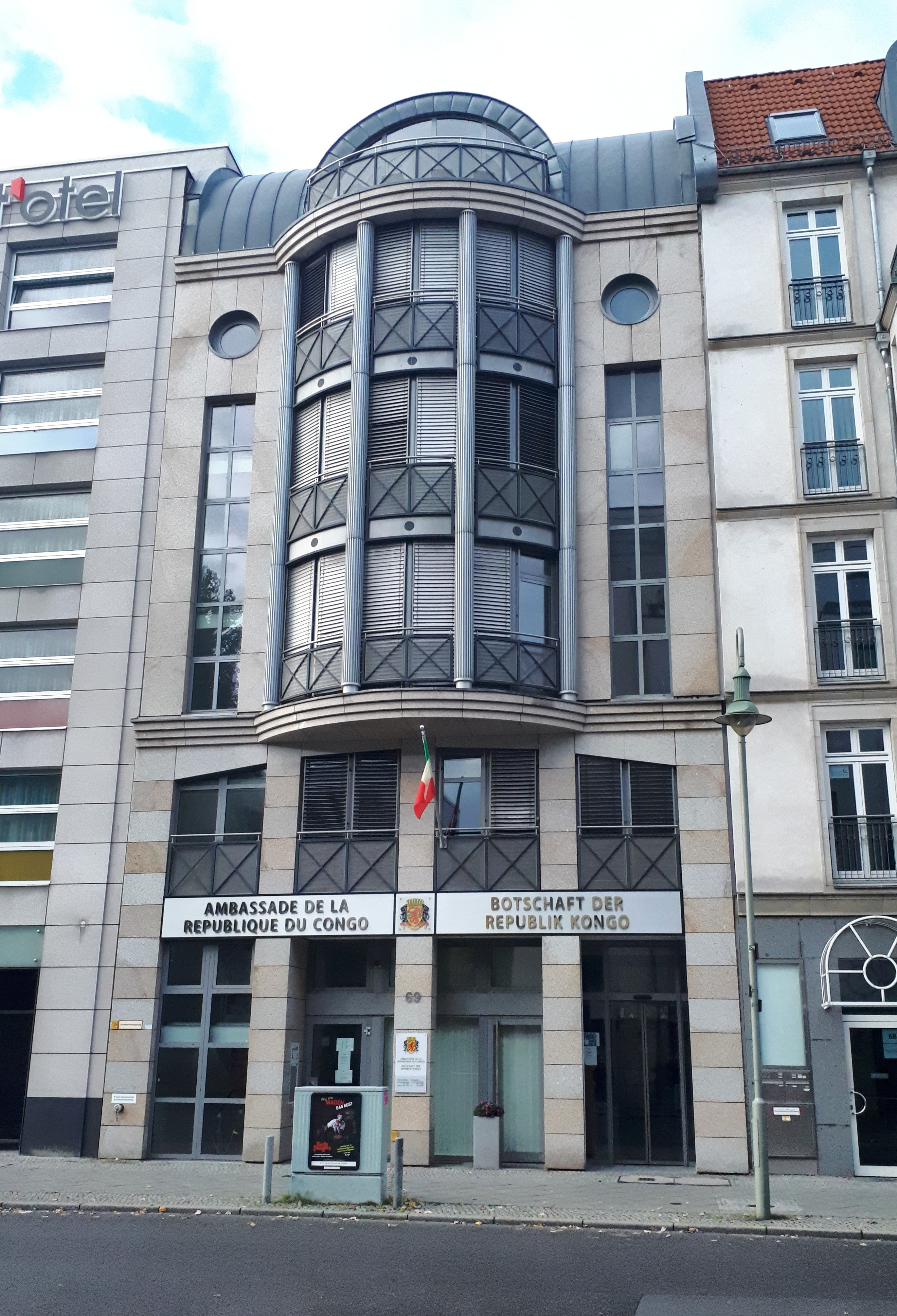
Botschaft der Republik Kongo in Berlin